# 女演員的管家
《女演員的管家》，是韓國MBC電視台逢星期四晚上11時05分播出的綜藝節目。

여우在韓文裡有兩個意思。一，是女優即女演員。二，則是狐狸。

## 第一季（2010年）
六位女演員隨自己喜愛，從管家中挑選一位服待自己的管家，沒被選中的便要成為下人。於用餐後女演員可以決定保留管家或重選管家。

在兩日一夜的女演員之家裡，花美男管家需要無條件服從他們的小姐。宗旨是「對小姐只能說YES，不能說NO」。任何艱難以及屈辱的任務都要完成。

### 主持人
- 姓名：柳時元－柳總管家
- 第一代韓流明星
- 職業：歌手、演員
- 出生日期：1972年10月6日
- 身高：180cm

### 固定管家
- 姓名：盧弘喆－奴婢管家
- 職業：主持
- 出生日期：1979年3月31日
- 因在第一集與盧珉宇同樣姓盧，決定自己叫盧A管家，盧珉宇叫盧B管家。因盧Ｂ的韓語發音與奴婢相同，小姐們不忍花美男盧珉宇叫作奴婢，所以命令盧宏哲改為奴婢管家。
- 備註：盧弘喆經常被譯作「盧弘哲」或「盧宏哲」，他曾經在一節目裡填表格時，清晰可見他的漢名是盧弘喆，大家以後別譯錯了。

- 姓名：朴輝順－輝管家
- 職業：諧星
- 出生日期：1977年7月10日

- 姓名：河錫辰－河管家
- 職業：演員
- 出生日期：1982年2月10日
- 身高：182cm

### 固定女演員
- 姓名：玄英
- 職業：主持
- 出生日期：1976年9月6日
- 身高：172cm

- 姓名：崔恩京
- 職業：主持
- 出生日期：1973年1月27日
- 身高：173cm

- 姓名：趙如晶
- 職業：演員
- 出生日期：1981年2月10日
- 身高：160cm

- 姓名：李青兒
- 職業：演員
- 出生日期：1984年10月29日
- 身高：165cm

### 嘉賓列表
| 集數  | 播出日期                                    | 管家 | 女演員                                       |
| 中秋  | 2010年9月21日                               | 柳時元、鄭亨敦（敦管家）、Marco（Ma管家）、河錫辰、 池賢宇（池管家）、尹斗俊（尹管家）                  | 玄英、趙如晶、尹世雅、高俊熙、徐申愛         |
| 1 2 3 | 2010年11月4日 2010年11月11日 2010年12月2日  | 柳時元、盧弘喆、朴輝順、河錫辰、 Se7en（7管家）、魯敏宇（魯管家）、李洪基（李管家）                     | 玄英、崔恩京、趙如晶、李清娥、孫淡妃、閔孝琳 |
| 4 5 6 | 2010年12月9日 2010年12月16日 2010年12月23日 | 柳時元、盧弘喆、朴輝順、河錫辰、 金寶成（義管家）、玉澤演（澤管家）、張佑榮（榮管家）、李起光（起管家） | 玄英、崔恩京、趙如晶、李清娥、徐仁英、張新英 |

## 第二季（2011年）
製作組於2010年12月18日宣布，第二季將於2011年1月6日以全新形式進行。